# Anolis biporcatus
Anolis biporcatus (гігантський зелений аноліс) — вид ігуаноподібних ящірок родини анолісових (Dactyloidae). Мешкає в Центральній і Південній Америці.

## Опис

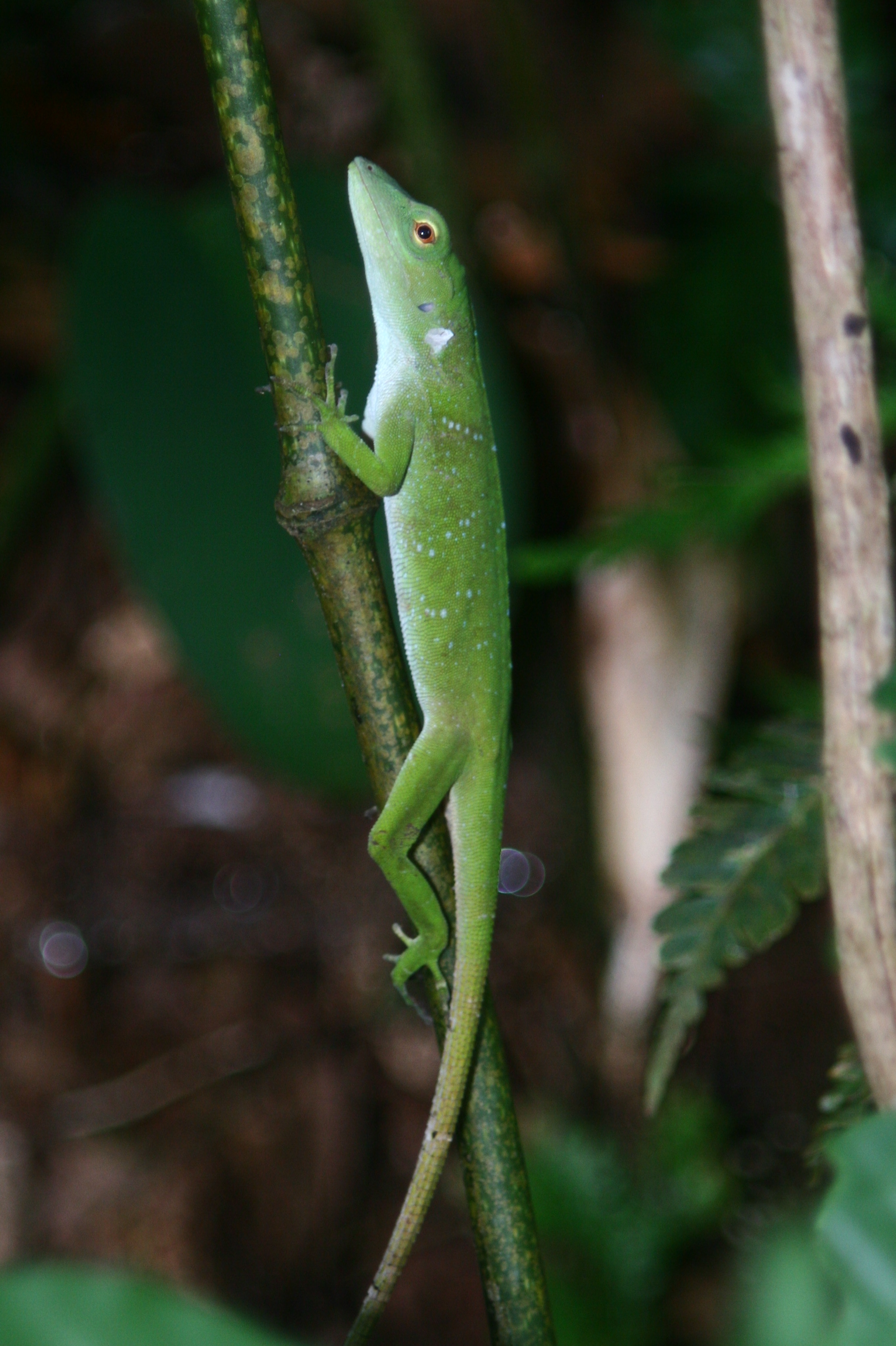
Гігантський зелений аноліс

Гігантські зелені аноліси є одними з найбільших анолісів континентальної частини Америки. Самці мають довжину (без врахування хвоста) 7-10,3 см, а самиці — 7-10,8 см. Хвіст приблизно удвічі довший за довжину решти тіла. Загалом статевий диморфізм у цього виду невеликий.

## Поширення і екологія
Гігантські зелені аноліси мешкають в Мексиці, Гватемалі, Белізі, Гондурасі, Нікарагуа, Коста-Риці, Панамі, Колумбії і Венесуелі. Вони живуть у вологих і сухих тропічних лісах та в галерейних лісах, на висоті до 2000 м над рівнем моря. Ведуть деревний спосіб життя, зустрічаються на висоті до 3 м над рівнем моря. Живляться безхребетними і дрібними ящірками.